# Dobrinka (rejon surowikiński)
Dobrinka (ros. Добринка) – chutor w Rosji, w obwodzie wołgogradzkim, w rejonie surowikińskim. W 2010 liczył 754 mieszkańców.